# Benafarces
Benafarces es un municipio de España, en la provincia de Valladolid, comunidad autónoma de Castilla y León. Tiene una superficie de 16,65 km² con una población de 86 habitantes y una densidad de 5,17 hab/km².

## Historia

### sigloXIX
Así se describe a Benafarces en la página 170 del tomo IV del Diccionario geográfico-estadístico-histórico de España y sus posesiones de Ultramar, obra impulsada por Pascual Madoz a mediados del siglo XIX:

BENAFARCES

Villa con ayuntamiento de la provincia, administración de rentas, audiencia territorial y capitanía general de Valladolid (9 leguas), partido judicial de la Mota del Marqués (2), diócesis de Zamora (7).
Situada en un corto repecho, le combaten todos los vientos, y su clima produce intermitentes.
Tiene 90 casas, una fuente perenne, otra titulada Soto, conocida con el distintivo de la ictericia, por ser eficacísima para esta enfermedad y la de hipocondría; dos pozos públicos que se usan para los ganados, un hospital para pobres peregrinos, escuela de instrucción primaria común a ambos sexos, concurrida por 38 alumnos, y una iglesia parroquial (Nuestra Señora de la Asunción), servida por un cura de segundo ascenso y de presentación del duque de Medinaceli; el cementerio está en paraje que no ofende la salud pública; inmediata a la población hay una laguna que se forma de las vertientes y una ermita (la Virgen del Páramo), en la que estuvo antes la parroquia.
Confina el término con Villalonso, Pinilla, Pobladura, Villabarba y Tiedra; en él se encuentran varias canteras.
El terreno es llano y muy a propósito para toda clase de granos, y se halla fertilizado por varias fuentes y un riachuelo formado por estas.
Sus caminos son locales y con mucho barro.
Producciones: cereales y cría ganado lanar, y mular. Hay alguna caza.
Población: 51 vecinos, 193 almas.

Capital productivo: 910.300 reales. Imponible: 91.030. Contribución en todos conceptos: 11.450 reales con 20 maravedíes.

## Geografía humana

### Demografía
Cuenta con una población de 70 habitantes (INE 2024).
| Gráfica de evolución demográfica de Benafarces entre 1842 y 2021                                                      |
| |
| Población de derecho según los censos de población del INE. Población de hecho según los censos de población del INE. |

| 107                        | 118 | 99 | 114 | 86 | 68 |
| (Fuente: [cita requerida]) |     |    |     |    |    |

## Monumentos

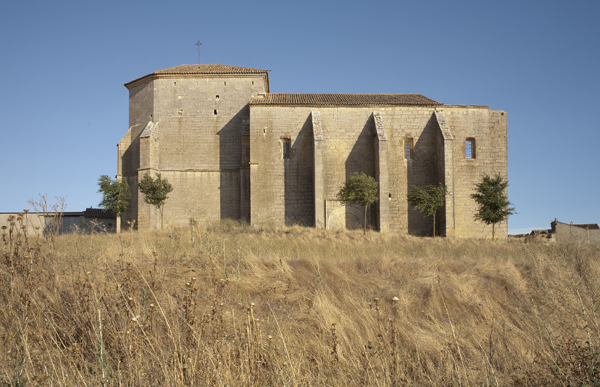
Iglesia parroquial de la Asunción.

- Iglesia parroquial de la Asunción